# Флаксман, Джон
Джон Фла́ксман, Джон Фла́ксмен (англ. John Flaxman; 6 июля 1755, Йорк — 9 декабря 1826, Лондон) — художник английского романтического неоклассицизма, рисовальщик, гравёр и скульптор.

## Жизнь и творчество
Джон Флаксман родился в Йорке, в семье скульптора-модельера Джона Флаксмана Старшего (? — ок. 1795), которого чаще называют Флаксманом Первым. Известны и другие художники, члены этой семьи. Джон Флаксман Второй был самоучкой, пользовался советами друзей-художников, выставлял свои рисунки в галерее Вольного общества художников; в пятнадцать лет он выиграл вторую премию Общества искусств. В том же 1770 году он поступил в Лондонскую Королевскую академию художеств и завоевал серебряную медаль. Однако в соревновании за золотую медаль академии в 1772 году Флаксман потерпел поражение.
С 1775 года Флаксман выполнял скульптурные рельефы для керамической мануфактуры Джозайи Веджвуда в Стаффордшире (Англия), где ранее его отец выполнял подобные работы. Он делал рельефные плакетки, рисунки ювелирных изделий — всё в «классическом римском стиле».
С 1780-х годов, в течение оставшейся части своей творческой жизни Флаксман рисовал мемориальные барельефы и проектировал монументальные надгробия, которые можно найти во многих церквях по всей Англии. В 1782 году, в возрасте двадцати семи лет, Флаксман женился на Анне («Нэнси») Денман, которая стала помогать ему в работе.
В 1787 году, через пять лет после свадьбы, Флаксман и его жена отправились в Рим в путешествие, частично финансируемое Веджвудом. Его деятельность в Вечном городе включала руководство группой скульпторов-модельеров, нанятых Веджвудом, хотя сам он больше не выполнял подобных работ. Его альбомы для рисования показывают, что в Риме Флаксман изучал не только античное, но и средневековое и ренессансное искусство.
Наибольшую известность получили сделанные им в Риме иллюстрации к произведениям Эсхила, Гомера и Данте Алигьери, награвированные Томмазо Пироли в линеарной манере «очерком». Такую манеру — открытие Флаксмана — относили в то время к модному стилю «неогрек». Сам автор объяснял, что его вдохновили на эти рисунки расписные древнегреческие и италийские вазы. Флаксман создал сто одиннадцать иллюстраций к «Божественной комедии» Данте, которые послужили источником вдохновения для таких художников, как Ф. Гойя и Ж. О. Д. Энгр, они также широко использовались в качестве академического пособия для студентов-художников XIX века.
Рисунки Флаксмана к поэме «Труды и дни» Гесиода были награвированы Уильямом Блейком (1817). Известно также, что ещё ранее, в 1783 году, Флаксман субсидировал издание работ своего друга Блейка, никому неизвестного тогда поэта и художника-романтика.
Вначале Флаксман намеревался остаться в Италии немногим более двух лет, но был задержан комиссией по реставрации мраморной скульптурной группы «Ярость Атамаса» для Фредерика Херви, графа Бристоля и епископа Дерри. К моменту своего возвращения в Англию летом 1794 года, после семилетнего отсутствия, Флаксман также выполнил мраморную группу Кефала и Авроры по мотивам истории из «Метаморфоз» Овидия. Это произведение приобрёл Томас Хоуп, который прибыл в Рим в 1791 году. Позднее Хоуп сделал это произведение центральным в убранстве «комнаты Флаксмана» (Flaxman room) в своём лондонском доме. Сейчас скульптура находится в коллекции Художественной галереи Леди Левер в Ливерпуле.
На обратном пути Флаксманы путешествовали по центральной и северной Италии. По возвращении они сняли дом на Букингем-стрит, Фицрой-сквер в Лондоне, которого уже никогда не покидали. Букингем-стрит с тех пор была переименована в Гринвелл-стрит, W1; на фасаде дома № 7 прикреплена мемориальная доска, указывающая, что здесь находился дом, где жил Джон Флаксман. Сразу по возвращении скульптор опубликовал протест против плана (уже рассмотренного Французской Директорией и осуществлённого два года спустя Наполеоном) по созданию центрального музея искусств в Париже (Музей Наполеона) для хранения произведений, награбленных со всей Европы. Несмотря на это, позднее Флаксман воспользовался Амьенским миром, чтобы поехать в Париж и увидеть собранные там сокровища.
Джон Флаксман продолжал проектировать надгробные монументы, которые пользовались большим успехом. В 1800 году он был избран действительным членом Лондонской Академии художеств, а в 1810 году академия назначила его на специально созданную должность профессора скульптуры. Он был обстоятельным и рассудительным преподавателем, и его лекции часто переиздавались.
Когда в 1806 году «Мраморы Элгина» — рельефы и скульптуры работы Фидия с учениками (438—431 гг. до н. э.), снятые с Парфенона Афинского акрополя лордом Элгином, достигли Англии Джон Флаксман принял участие в горячей дискуссии по поводу ценности этих произведений. Заявления Флаксмана перед парламентской комиссией в пользу их приобретения правительством имели значительный вес и скульптуры в конечном итоге были приобретены в 1816 году.
В 1820 году умерла жена Флаксмана. Её младшая сестра Мария Денман и его сводная сестра Мэри Энн Флаксман продолжали жить с ним, и он продолжал усердно работать. В 1822 году Флаксман прочитал в академии лекцию в память о своём старом друге, скульпторе Канове, недавно умершем; в 1823 году его посетил Шлегель, который написал отчёт об их встрече. Флаксман умер в возрасте 71 года 7 декабря 1826 года. Он был похоронен на кладбище Сент-Джайлс, Кингс-роуд при «церкви поэтов» (St Giles in the Fields), рядом со своей женой Анной и сестрой Мэри Энн Флаксман.

## Оценки творчества и коллекции
Многие работы Джон Флаксман создавал с участием помощников, и они вызывали критику за то, что «выполнение некоторых его мраморных изделий немного скучно». Наиболее известна критика «этрусских рисунков» Флаксмана поэтом И. В. Гёте, который отметил, что Джон Флаксман «является любимцем всех дилетантов: все его достоинства легко доступны пониманию… Но как мало выдающегося у этого приятного, милого и в некоторых отношениях не лишённого достоинств художника». Э. Панофский назвал художника «романтическим классицистом». Флаксман был очень популярен, но в последующем был забыт. Его «этрусский стиль», или стиль «неогрек», был основан на изучении памятников древнего Рима и Помпей, но Флаксман хорошо знал и изучал готическое искусство, произведения художников итальянского проторенессанса. Английский живописец и рисовальщик Джозеф Фарингтон, близкий друг и единомышленник Флаксмана, определил его индивидуальный стиль как «смесь античности и готики».
Основные коллекции произведений Флаксмана находятся в Университетском колледже Лондона, в Британском музее и Музее Виктории и Альберта. Университетский колледж Лондона также хранит архивные материалы, принадлежавшие Флаксману, и коллекцию иллюстрированных им книг.

## Галерея

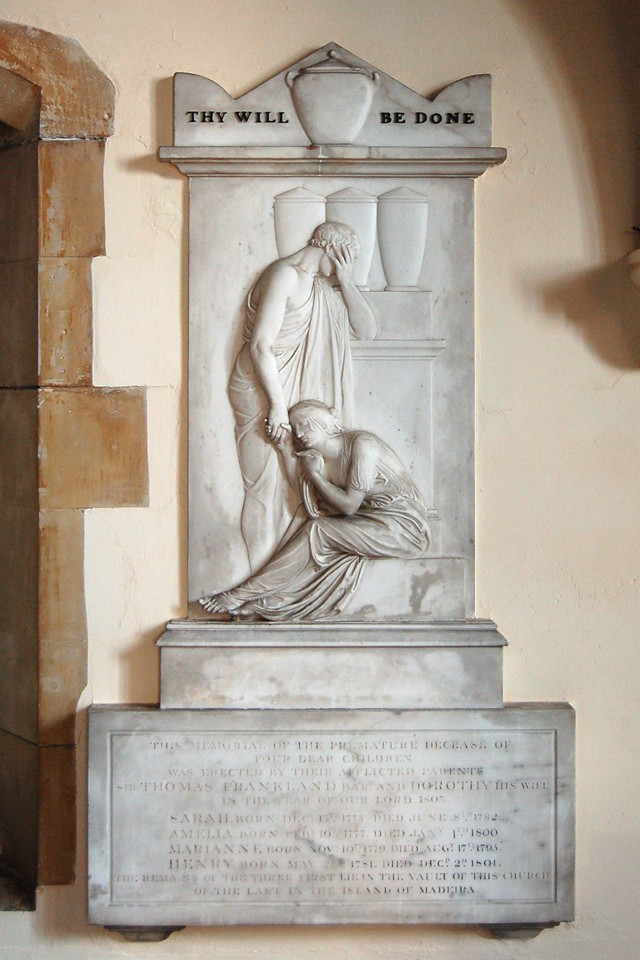
Мемориал детям сэра Т. Франкланда. Мрамор. Церковь Всех Святых, Северный Йоркшир, Англия
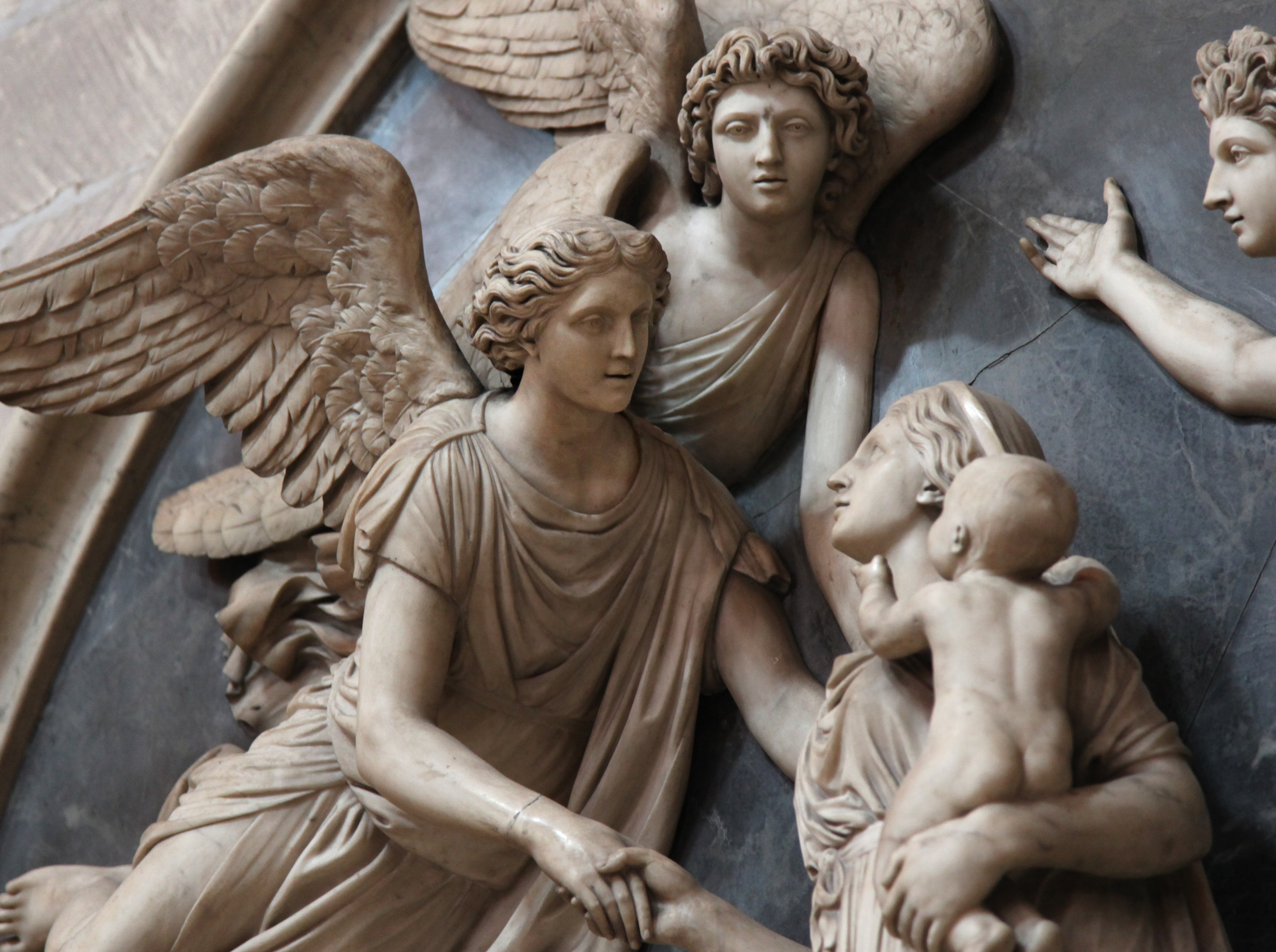
Мемориал Сары Морли. Деталь. Собор Глочестера
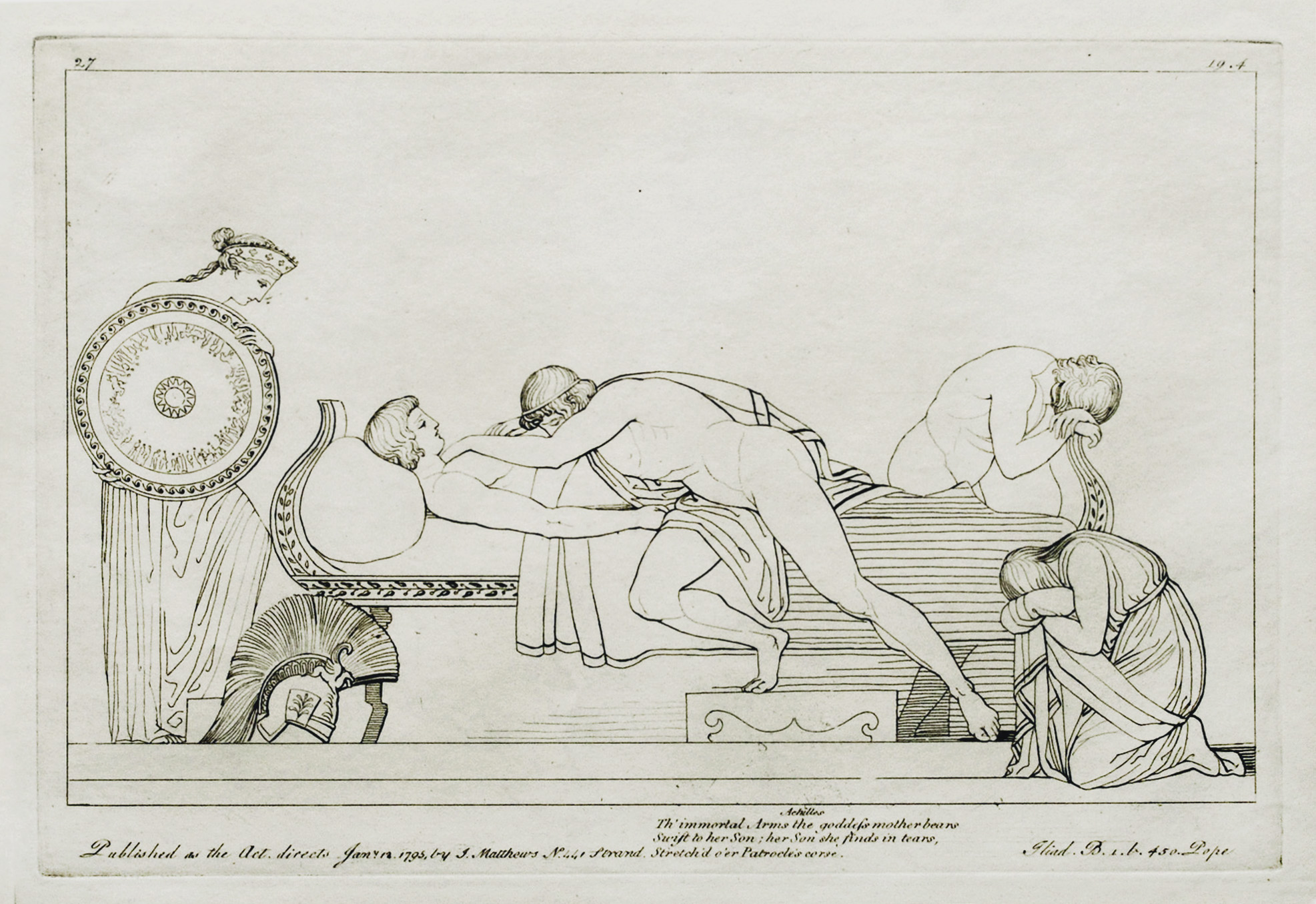
Ахилл оплакивает Патрокла. Гравюра Т. Пироли (1795) по рисунку Дж. Флаксмана (1793)
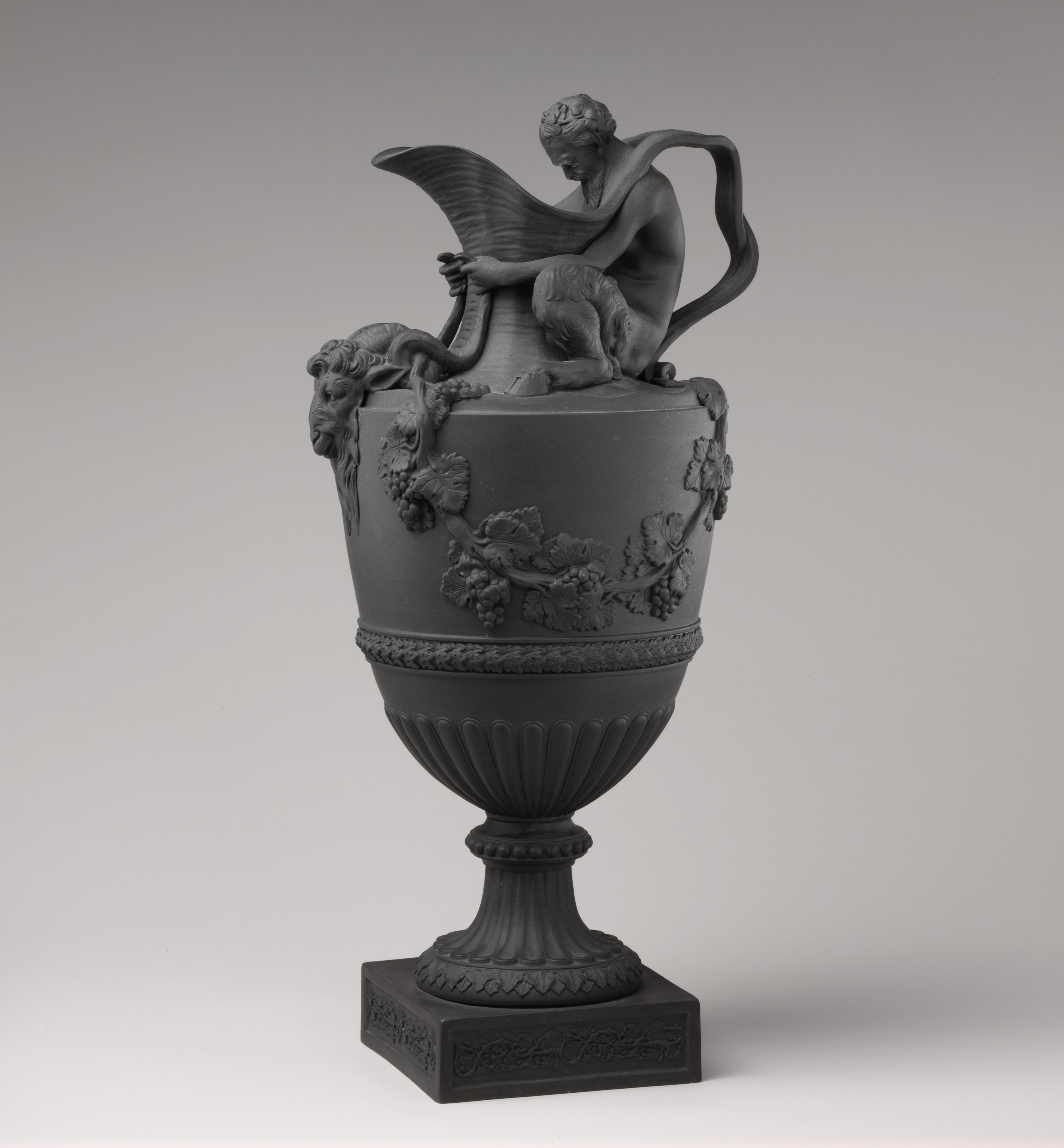
Кувшин. Мануфактура Дж. Веджвуда по рисунку Дж. Флаксмана. Чёрная базальтовая масса. Метрополитен-музей, Нью-Йорк
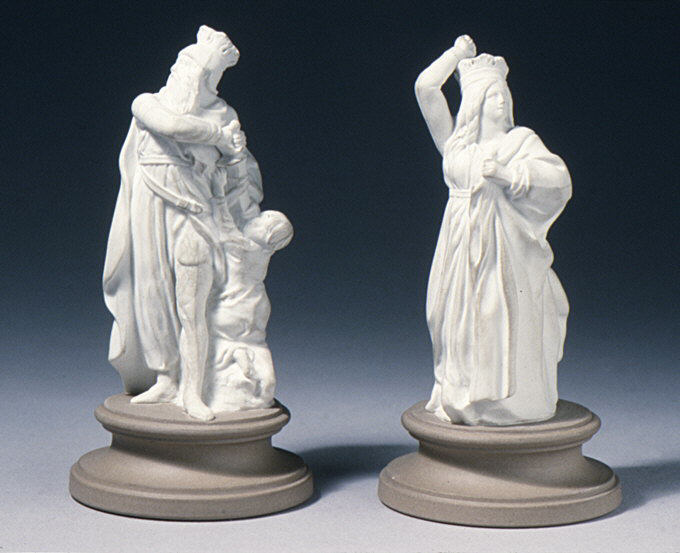
Шахматные фигуры. Мануфактура Дж. Веджвуда по рисунку Дж. Флаксмана. Яшмовая масса. Метрополитен-музей, Нью-Йорк
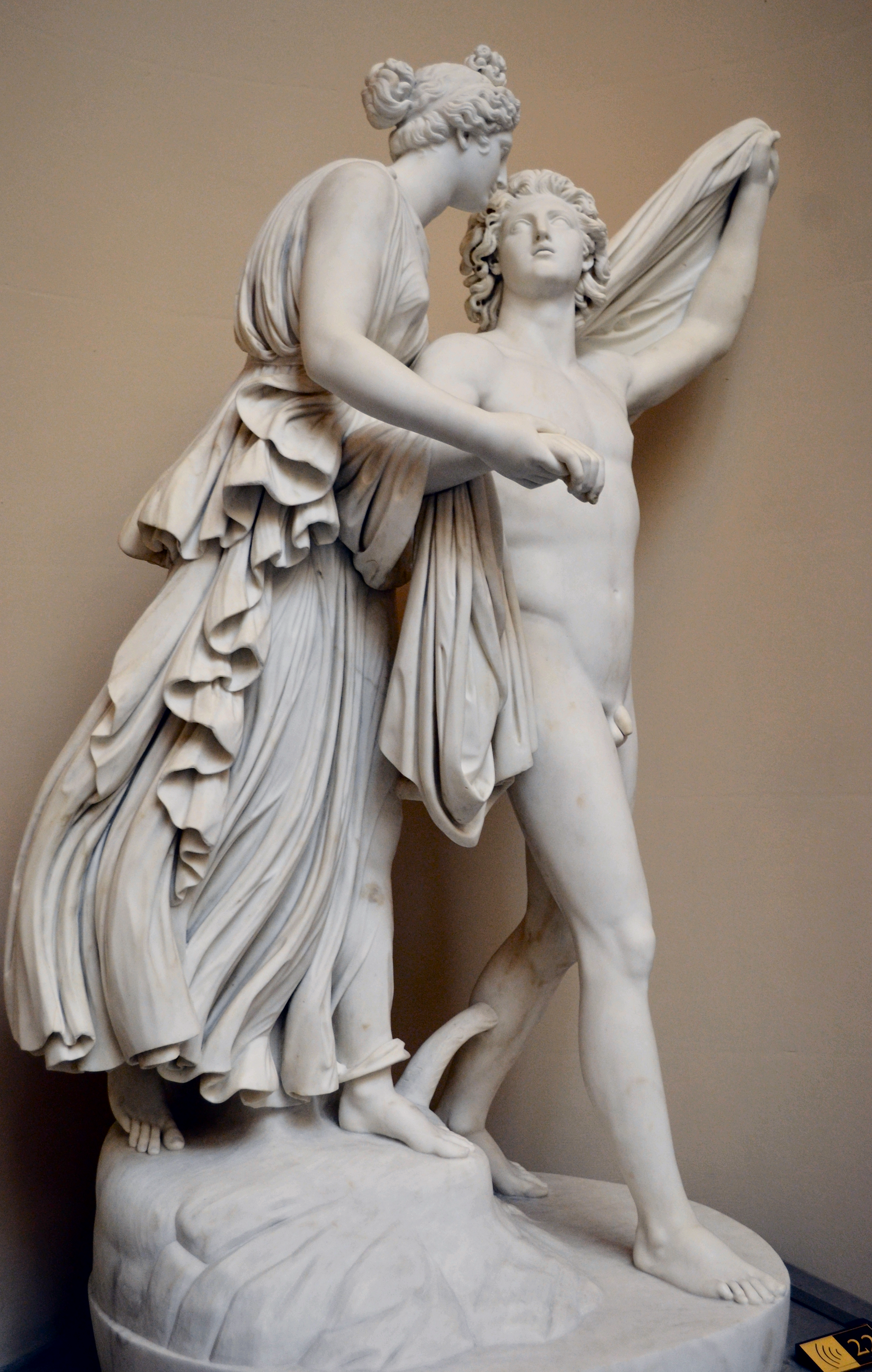
Кефал и Аврора. 1789-1790. Мрамор. Галерея Леди Левер, Ливерпуль
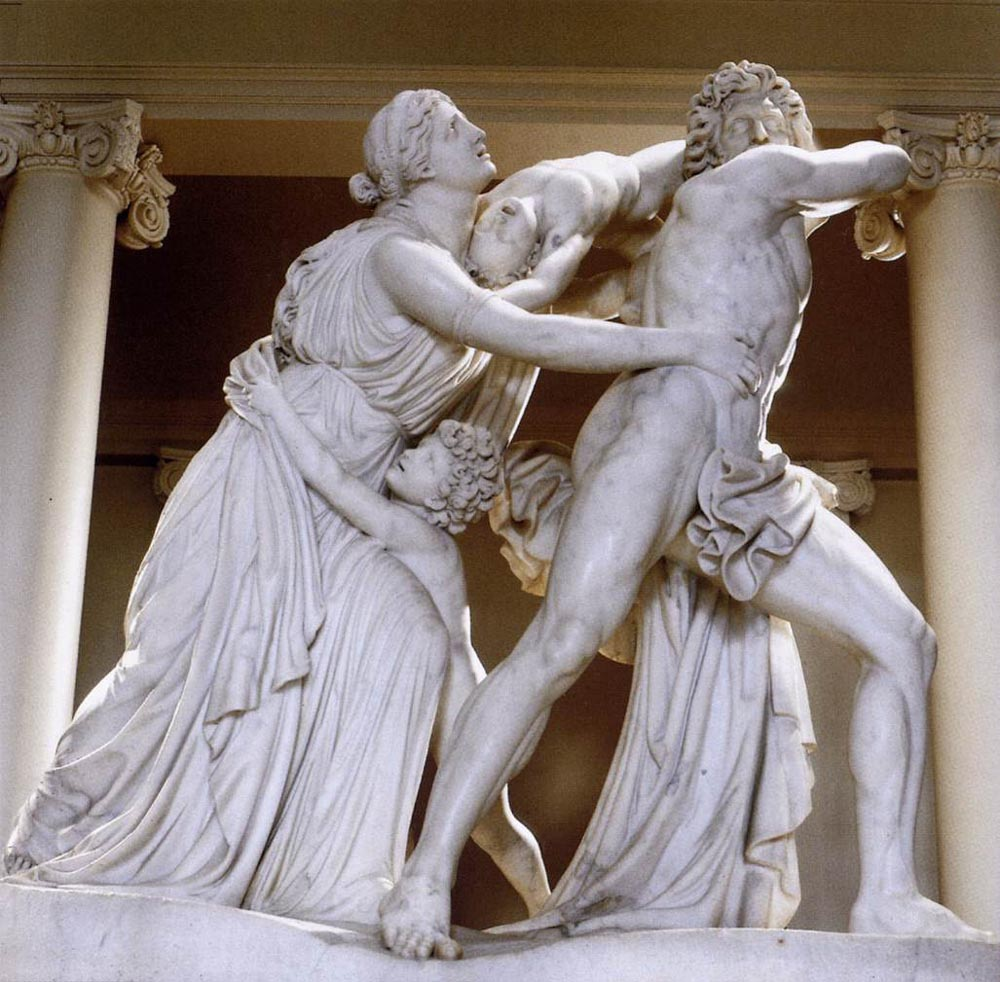
Ярость Атамаса. 1790–1794. Мрамор. Национальное достояние, Великобритания
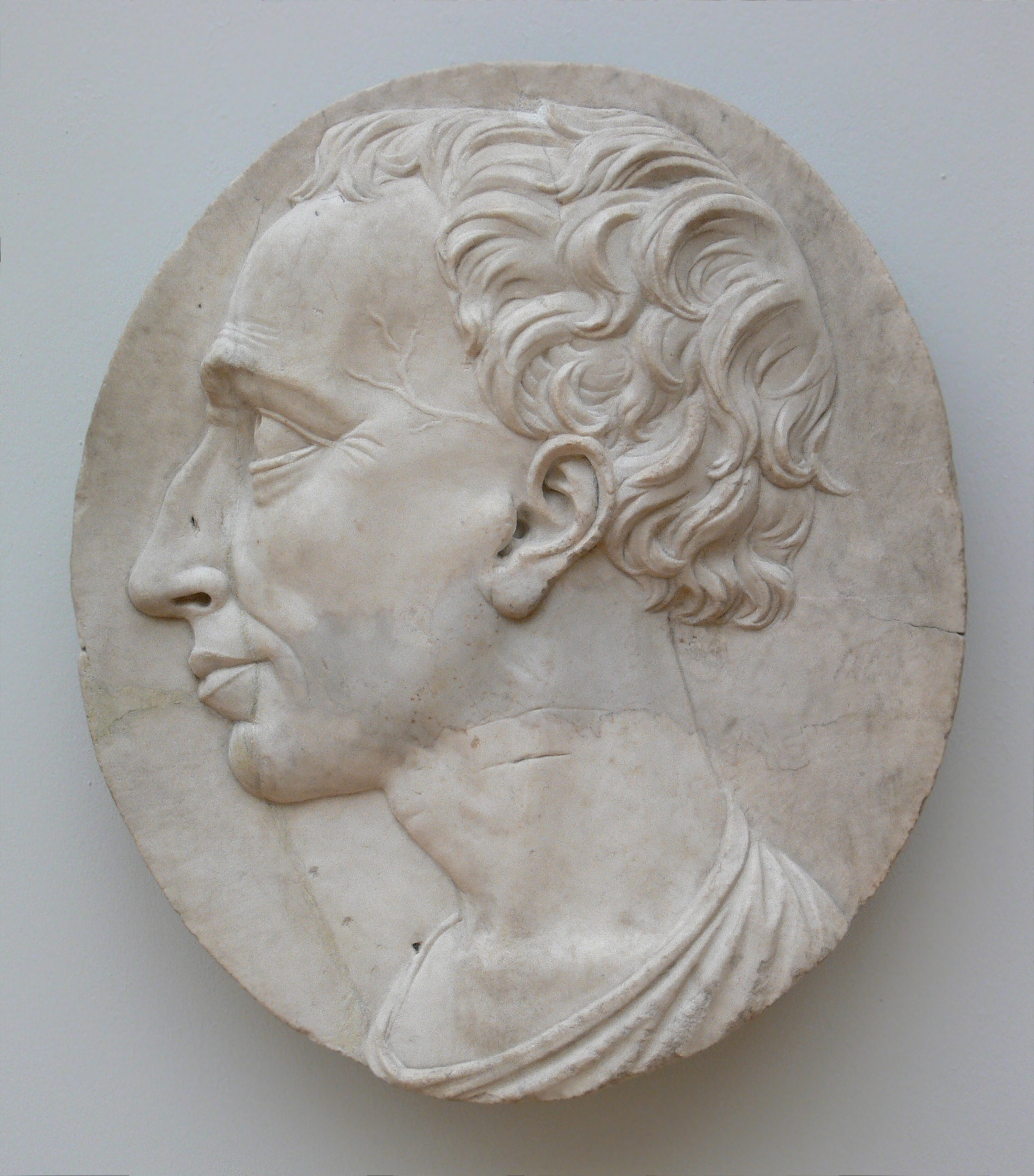
Портрет И. Г. Фюссли. Ок. 1800. Мрамор. Музей Боде, Берлин
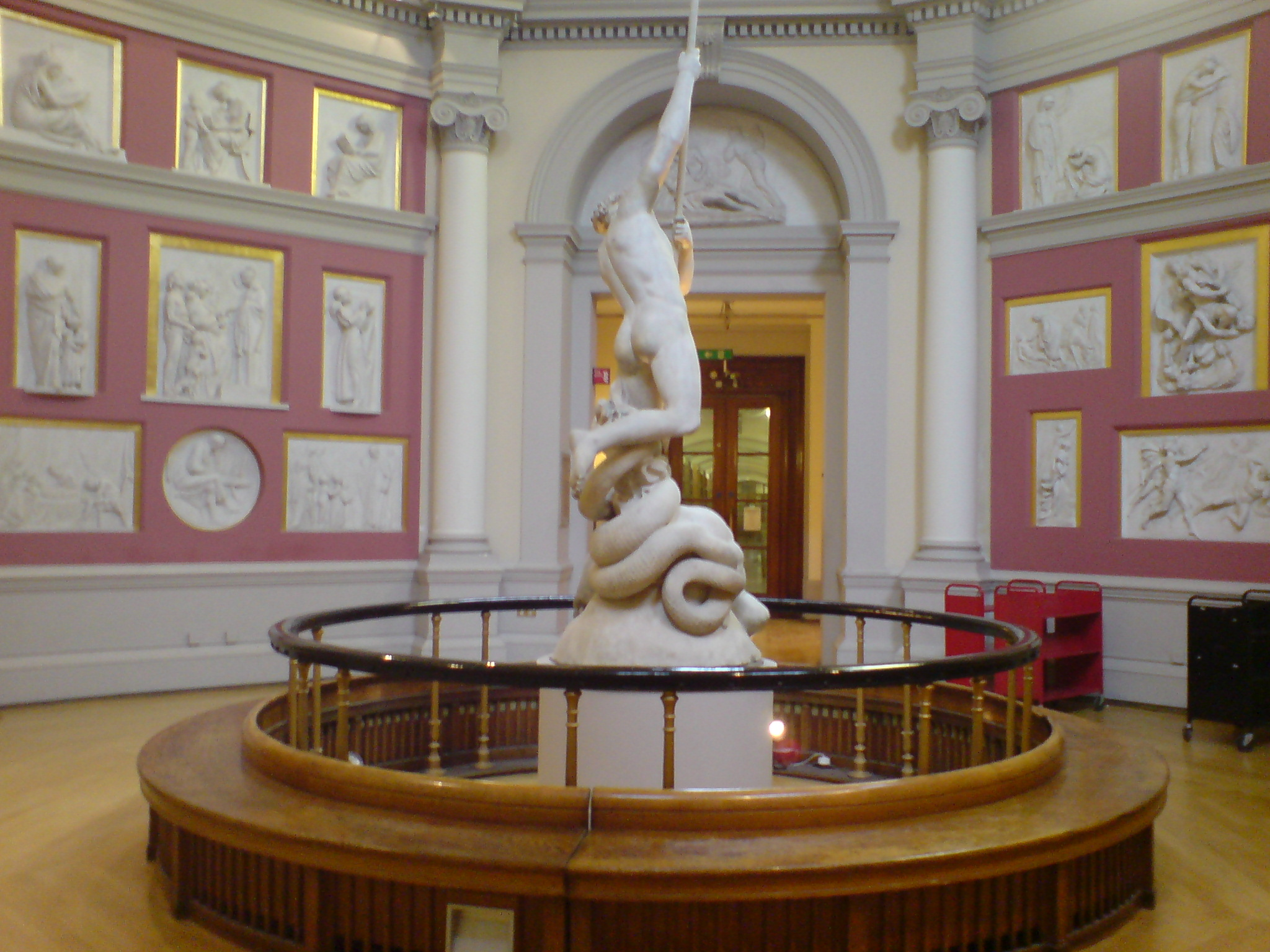
Галерея Дж. Флаксмана. Скульптура «Святой Михаил, побеждающий Сатану». Университетский колледж Лондона